# Casten Nemra
Casten Nemra (29 luglio 1979) è un politico marshallese, Presidente delle Isole Marshall in carica per 17 giorni.